# Gran Premio motociclistico di Indianapolis 2013
Il Gran Premio motociclistico di Indianapolis 2013 è stato il decimo Gran Premio della stagione 2013. Le gare si sono disputate il 18 agosto 2013 all'Indianapolis Motor Speedway. Nelle tre classi i vincitori sono stati: Marc Márquez in MotoGP, Esteve Rabat in Moto2 e Álex Rins in Moto3.

## MotoGP
Terza vittoria consecutiva per lo spagnolo Marc Márquez, autore anche della pole position e del giro veloce in gara. Grazie a questa affermazione (quarta stagionale e trentesima in carriera nel motomondiale) Márquez incrementa a 21 punti il suo vantaggio in campionato rispetto al compagno di squadra Dani Pedrosa, secondo in classifica ed anche sul traguardo di questa gara, con Jorge Lorenzo terzo ed a 35 punti di distacco dal primo nella graduatoria mondiale.
Per la nona volta su dieci gare corse, Aleix Espargaró con la ART del team Power Electronics Aspar risulta il migliore dei piloti con motociclette CRT.
Blake Young viene iscritto a questa gara grazie all'assegnazione di una wildcard.

### Arrivati al traguardo
| Pos. | Nº | Pilota           | Squadra                   | Motocicletta       | Giri | Tempo           | Griglia | Punti |
| ---- | -- | ---------------- | ------------------------- | ------------------ | ---- | --------------- | ------- | ----- |
| 1º   | 93 | Marc Márquez     | Repsol Honda              | Honda RC213V       | 27   | 44min 52s 463ms | 1º      | 25    |
| 2º   | 26 | Dani Pedrosa     | Repsol Honda              | Honda RC213V       | 27   | +3.495          | 3º      | 20    |
| 3º   | 99 | Jorge Lorenzo    | Yamaha Factory Racing     | Yamaha YZR-M1      | 27   | +5.704          | 2º      | 16    |
| 4º   | 46 | Valentino Rossi  | Yamaha Factory Racing     | Yamaha YZR-M1      | 27   | +19.895         | 9º      | 13    |
| 5º   | 35 | Cal Crutchlow    | Monster Yamaha Tech 3     | Yamaha YZR-M1      | 27   | +19.955         | 4º      | 11    |
| 6º   | 19 | Álvaro Bautista  | Go&Fun Honda Gresini      | Honda RC213V       | 27   | +20.061         | 5º      | 10    |
| 7º   | 6  | Stefan Bradl     | LCR Honda                 | Honda RC213V       | 27   | +24.842         | 8º      | 9     |
| 8º   | 38 | Bradley Smith    | Monster Yamaha Tech 3     | Yamaha YZR-M1      | 27   | +40.690         | 7º      | 8     |
| 9º   | 69 | Nicky Hayden     | Ducati Team               | Ducati Desmosedici | 27   | +40.701         | 6º      | 7     |
| 10º  | 4  | Andrea Dovizioso | Ducati Team               | Ducati Desmosedici | 27   | +40.823         | 10º     | 6     |
| 11º  | 29 | Andrea Iannone   | Energy T.I. Pramac Racing | Ducati Desmosedici | 27   | +59.668         | 11º     | 5     |
| 12º  | 41 | Aleix Espargaró  | Power Electronics Aspar   | ART GP13           | 27   | +1'06.650       | 13º     | 4     |
| 13º  | 5  | Colin Edwards    | NGM Mobile Forward Racing | FTR MGP13 Kawasaki | 27   | +1'09.462       | 12º     | 3     |
| 14º  | 71 | Claudio Corti    | NGM Mobile Forward Racing | FTR MGP13 Kawasaki | 27   | +1'15.207       | 16º     | 2     |
| 15º  | 7  | Hiroshi Aoyama   | Avintia Blusens           | FTR MGP13          | 27   | +1'20.159       | 19º     | 1     |
| 16º  | 8  | Héctor Barberá   | Avintia Blusens           | FTR MGP13          | 27   | +1'25.879       | 17º     |       |
| 17º  | 9  | Danilo Petrucci  | Came IodaRacing Project   | Ioda-Suter MMX1    | 27   | +1'29.616       | 14º     |       |
| 18º  | 70 | Michael Laverty  | Paul Bird Motorsport      | PBM 01             | 27   | +1'36.388       | 18º     |       |
| 19º  | 67 | Bryan Staring    | Go&Fun Honda Gresini      | FTR MGP13 Honda    | 26   | +1 giro         | 20º     |       |

### Ritirati
| Nº | Pilota          | Squadra                   | Motocicletta    | Giri | Griglia |
| -- | --------------- | ------------------------- | --------------- | ---- | ------- |
| 68 | Yonny Hernández | Paul Bird Motorsport      | ART GP13        | 17   | 21º     |
| 52 | Lukáš Pešek     | Came IodaRacing Project   | Ioda-Suter MMX1 | 14   | 22º     |
| 14 | Randy de Puniet | Power Electronics Aspar   | ART GP13        | 5    | 15º     |
| 79 | Blake Young     | Attack Performance Racing | APR             | 0    | 23º     |

### Non partiti
| Nº | Pilota        | Squadra               | Motocicletta       |
| -- | ------------- | --------------------- | ------------------ |
| 17 | Karel Abraham | Cardion AB Motoracing | ART GP13           |
| 11 | Ben Spies     | Ignite Pramac Racing  | Ducati Desmosedici |

## Moto2
Seconda vittoria stagionale per Esteve Rabat con la Kalex Moto2 del team Tuenti HP 40, con il giapponese Takaaki Nakagami in seconda posizione sul traguardo, anche lui con motocicletta Kalex ma schierata dal team Italtrans Racing.
I due piloti in competizione per il vertice della classifica piloti, Scott Redding e Pol Espargaró, chiudono questa gara rispettivamente in terza e quarta posizione. In questo modo Redding distacca ulteriormente Espargaró nella classifica mondiale, portandosi a 26 punti di vantaggio.
James Rispoli è iscritto a questa gara tramite l'assegnazione di una wildcard, mentre Ratthapark Wilairot annuncia il ritiro dall'agonismo, il suo posto viene preso dal connazionale Thitipong Warokorn.
Anthony West nel Gran Premio di Francia 2012 era risultato positivo a controlli antidoping, per tale motivo il 31 ottobre 2012 dopo il GP d'Australia è stata presa la decisione di annullare il risultato ottenuto in Francia e di squalificarlo per un mese, cosa che non gli ha permesso di partecipare all'ultima tappa del campionato 2012, a Valencia. In seguito, il 28 novembre 2013, vengono annullati tutti i suoi risultati ottenuti nei 17 mesi successivi al GP di Francia della stagione precedente, fra cui quello di questa gara.

### Arrivati al traguardo
| Pos. | Nº | Pilota              | Squadra                   | Motocicletta       | Giri | Tempo           | Griglia | Punti |
| ---- | -- | ------------------- | ------------------------- | ------------------ | ---- | --------------- | ------- | ----- |
| 1º   | 80 | Esteve Rabat        | Tuenti HP 40              | Kalex Moto2        | 25   | 43min 47s 432ms | 4º      | 25    |
| 2º   | 30 | Takaaki Nakagami    | Italtrans Racing          | Kalex Moto2        | 25   | +0.766          | 3º      | 20    |
| 3º   | 45 | Scott Redding       | Marc VDS Racing           | Kalex Moto2        | 25   | +1.741          | 1º      | 16    |
| 4º   | 40 | Pol Espargaró       | Tuenti HP 40              | Kalex Moto2        | 25   | +2.628          | 2º      | 13    |
| 5º   | 77 | Dominique Aegerter  | Technomag carXpert        | Suter MMX2         | 25   | +2.708          | 12º     | 11    |
| 6º   | 3  | Simone Corsi        | NGM Mobile Racing         | Speed Up SF13      | 25   | +8.528          | 5º      | 10    |
| 7º   | 36 | Mika Kallio         | Marc VDS Racing           | Kalex Moto2        | 25   | +8.892          | 15º     | 9     |
| 8º   | 5  | Johann Zarco        | Came Iodaracing Project   | Suter MMX2         | 25   | +9.029          | 11º     | 8     |
| 9º   | 19 | Xavier Siméon       | Maptaq SAG Zelos          | Kalex Moto2        | 25   | +9.278          | 13º     | 7     |
| 10º  | 81 | Jordi Torres        | Aspar Team                | Suter MMX2         | 25   | +10.754         | 7º      | 6     |
| 11º  | 60 | Julián Simón        | Italtrans Racing          | Kalex Moto2        | 25   | +11.298         | 9º      | 5     |
| 12º  | 18 | Nicolás Terol       | Aspar Team                | Suter MMX2         | 25   | +13.003         | 6º      | 4     |
| 13º  | 12 | Thomas Lüthi        | Interwetten Paddock       | Suter MMX2         | 25   | +14.513         | 14º     | 3     |
| 14º  | 15 | Alex De Angelis     | NGM Mobile Forward Racing | Speed Up SF13      | 25   | +14.640         | 18º     | 2     |
| 15º  | 23 | Marcel Schrötter    | Maptaq SAG Zelos          | Kalex Moto2        | 25   | +15.745         | 8º      | 1     |
| 16º  | 11 | Sandro Cortese      | Dynavolt Intact GP        | Kalex Moto2        | 25   | +23.272         | 10º     |       |
| 17º  | 24 | Toni Elías          | Blusens Avintia           | Kalex Moto2        | 25   | +27.420         | 22º     |       |
| 18º  | 88 | Ricard Cardús       | NGM Mobile Forward Racing | Speed Up SF13      | 25   | +31.798         | 21º     |       |
| 19º  | 4  | Randy Krummenacher  | Technomag carXpert        | Suter MMX2         | 25   | +33.679         | 17º     |       |
| 20º  | 63 | Mike Di Meglio      | JiR Moto2                 | TSR 6              | 25   | +34.229         | 19º     |       |
| 21º  | 72 | Yūki Takahashi      | Idemitsu Honda Team Asia  | Moriwaki MD600     | 25   | +35.680         | 24º     |       |
| 22º  | 52 | Danny Kent          | Tech 3                    | Tech 3 Mistral 610 | 25   | +43.281         | 20º     |       |
| 23º  | 96 | Louis Rossi         | Tech 3                    | Tech 3 Mistral 610 | 25   | +50.783         | 25º     |       |
| 24º  | 43 | James Rispoli       | GP Tech                   | Tech 3 Mistral 610 | 25   | +52.757         | 29º     |       |
| 25º  | 54 | Mattia Pasini       | NGM Mobile Racing         | Speed Up SF13      | 25   | +1'00.878       | 16º     |       |
| 26º  | 17 | Alberto Moncayo     | Argiñano & Gines Racing   | Speed Up SF13      | 25   | +1'01.507       | 27º     |       |
| 27º  | 44 | Steven Odendaal     | Argiñano & Gines Racing   | Speed Up SF13      | 25   | +1'13.906       | 32º     |       |
| 28º  | 7  | Doni Tata Pradita   | Federal Oil Gresini       | Suter MMX2         | 25   | +1'17.953       | 31º     |       |
| 29º  | 10 | Thitipong Warokorn  | Thai Honda PTT Gresini    | Suter MMX2         | 25   | +1'23.599       | 30º     |       |
| 30º  | 97 | Rafid Topan Sucipto | QMMF Racing               | Speed Up SF13      | 24   | +1 giro         | 33º     |       |

### Ritirato
| Nº | Pilota     | Squadra         | Motocicletta | Giri | Griglia |
| -- | ---------- | --------------- | ------------ | ---- | ------- |
| 9  | Kyle Smith | Blusens Avintia | Kalex Moto2  | 11   | 28º     |

### Non partito
| Nº | Pilota    | Squadra      | Motocicletta | Griglia |
| -- | --------- | ------------ | ------------ | ------- |
| 49 | Axel Pons | Tuenti HP 40 | Kalex Moto2  | 26º     |

### Squalificato
| Nº | Pilota       | Squadra     | Motocicletta  | Giri | Tempo   | Griglia |
| -- | ------------ | ----------- | ------------- | ---- | ------- | ------- |
| 95 | Anthony West | QMMF Racing | Speed Up SF13 | 25   | +27.312 | 23º     |

## Moto3
La gara vede nei primi due posti i piloti del team Estrella Galicia 0,0, con Álex Rins primo sul traguardo e Álex Márquez, al primo podio in carriera nel motomondiale, secondo. Alle loro spalle, a comporre un podio tutto di piloti spagnoli alla guida di motociclette KTM, terzo posto per Maverick Viñales. La situazione del campionato piloti vede adesso Viñales a 6 punti dal leader di campionato, Luis Salom, quinto sul traguardo ma rallentato da un infortunio al tallone rimediato durante le prove di qualificazione.
Danny Webb, infortunato, viene sostituito da Jules Danilo.

### Arrivati al traguardo
| Pos. | Nº | Pilota              | Squadra                      | Motocicletta   | Giri | Tempo           | Griglia | Punti |
| ---- | -- | ------------------- | ---------------------------- | -------------- | ---- | --------------- | ------- | ----- |
| 1º   | 42 | Álex Rins           | Estrella Galicia 0,0         | KTM RC 250 GP  | 23   | 41min 37s 200ms | 1º      | 25    |
| 2º   | 12 | Álex Márquez        | Estrella Galicia 0,0         | KTM RC 250 GP  | 23   | +0.177          | 2º      | 20    |
| 3º   | 25 | Maverick Viñales    | Team Calvo                   | KTM RC 250 GP  | 23   | +1.076          | 3º      | 16    |
| 4º   | 94 | Jonas Folger        | Mapfre Aspar                 | Kalex KTM      | 23   | +8.638          | 7º      | 13    |
| 5º   | 39 | Luis Salom          | Red Bull KTM Ajo             | KTM RC 250 GP  | 23   | +9.261          | 10º     | 11    |
| 6º   | 61 | Arthur Sissis       | Red Bull KTM Ajo             | KTM RC 250 GP  | 23   | +14.439         | 6º      | 10    |
| 7º   | 63 | Zulfahmi Khairuddin | Red Bull KTM Ajo             | KTM RC 250 GP  | 23   | +18.602         | 9º      | 9     |
| 8º   | 44 | Miguel Oliveira     | Mahindra Racing              | Mahindra MGP3O | 23   | +21.067         | 8º      | 8     |
| 9º   | 5  | Romano Fenati       | San Carlo Team Italia        | FTR M313       | 23   | +21.132         | 15º     | 7     |
| 10º  | 84 | Jakub Kornfeil      | Redox RW Racing GP           | Kalex KTM      | 23   | +21.867         | 16º     | 6     |
| 11º  | 31 | Niklas Ajo          | Avant Tecno                  | KTM RC 250 GP  | 23   | +27.018         | 24º     | 5     |
| 12º  | 10 | Alexis Masbou       | Ongetta-Rivacold             | FTR M313       | 23   | +27.181         | 20º     | 4     |
| 13º  | 89 | Alan Techer         | CIP Moto3                    | TSR3C          | 23   | +27.863         | 17º     | 3     |
| 14º  | 11 | Livio Loi           | Marc VDS Racing              | Kalex KTM      | 23   | +32.656         | 11º     | 2     |
| 15º  | 3  | Matteo Ferrari      | Ongetta-Centro Seta          | FTR M313       | 23   | +41.588         | 22º     | 1     |
| 16º  | 23 | Niccolò Antonelli   | Go&Fun Gresini               | FTR M313       | 23   | +41.851         | 13º     |       |
| 17ª  | 22 | Ana Carrasco        | Team Calvo                   | KTM RC 250 GP  | 23   | +55.272         | 31ª     |       |
| 18º  | 66 | Florian Alt         | Kiefer Racing                | Kalex KTM      | 23   | +55.346         | 25º     |       |
| 19º  | 65 | Philipp Öttl        | Tec Interwetten Moto3 Racing | Kalex KTM      | 23   | +55.351         | 26º     |       |
| 20º  | 17 | John McPhee         | Caretta Technology - RTG     | FTR M313       | 23   | +55.742         | 30º     |       |
| 21º  | 95 | Jules Danilo        | Ambrogio Racing              | Suter MMX3     | 23   | +1'11.156       | 33º     |       |

### Ritirati
| Nº | Pilota              | Squadra                  | Motocicletta   | Giri | Griglia |
| -- | ------------------- | ------------------------ | -------------- | ---- | ------- |
| 7  | Efrén Vázquez       | Mahindra Racing          | Mahindra MGP3O | 20   | 4º      |
| 19 | Alessandro Tonucci  | La Fonte Tascaracing     | FTR M313       | 20   | 12º     |
| 29 | Hyuga Watanabe      | La Fonte Tascaracing     | FTR M313       | 16   | 29º     |
| 32 | Isaac Viñales       | Ongetta-Centro Seta      | FTR M313       | 14   | 14º     |
| 4  | Francesco Bagnaia   | San Carlo Team Italia    | FTR M313       | 14   | 32º     |
| 41 | Brad Binder         | Ambrogio Racing          | Suter MMX3     | 8    | 19º     |
| 58 | Juanfran Guevara    | CIP Moto3                | TSR3C          | 6    | 21º     |
| 57 | Eric Granado        | Mapfre Aspar             | Kalex KTM      | 5    | 18º     |
| 9  | Toni Finsterbusch   | Kiefer Racing            | Kalex KTM      | 4    | 28º     |
| 8  | Jack Miller         | Caretta Technology - RTG | FTR M313       | 3    | 5º      |
| 77 | Lorenzo Baldassarri | Go&Fun Gresini           | FTR M313       | 3    | 23º     |
| 53 | Jasper Iwema        | RW Racing GP             | Kalex KTM      | 0    | 27º     |